# Nadace pro současné umění Praha
Nadace pro současné umění Praha (NSU) je česká nezisková organizace zabývající se podporou současného výtvarného umění. 

## Historie
V roce 1992 založila organizace Open Society Institute NY pod patronací amerického finančníka a filantropa George Sorose Sorosovo centrum pro současné umění Praha. Pražské Sorosovo centrum vzniklo jako jedno ze sítě uměleckých center v zemích bývalého komunistického bloku. "Tyto instituce byly vytvořeny za účelem podporovat rozvoj současného výtvarného umění v přesvědčení, že umění je nezastupitelným prvkem harmonicky fungující demokratické společnosti." Založením pražského centra byl pověřen historik umění a výtvarný kritik a v té době též pedagog Středoevropské univerzity Ludvík Hlaváček (1940). Organizace byla každoročně podporovaná ročním grantem, finanční podporou účasti českých umělců na mezinárodních přehlídkách i rezidenčních pobytů v uměleckých centrech v Evropě a USA.
V roce 1997 se Sorosovo centrum transformovalo v Nadaci pro současné umění Praha. O dva roky později se nadace v reakci na nové znění Zákona o nadacích a nadačních fondech rozdělila na dva samostatné celky – Nadaci pro současné umění Praha (NSU) a Centrum pro současné umění Praha (CSU). Zatímco NSU pokračuje v naplňování svého původního poslání, tedy v podpoře současného výtvarného umění prostřednictvím grantových programů, Centrum pro současné umění Praha, o.p.s., zaštiťuje výstavní činnost Galerie Jelení a Galerie Kurzor a s ní spojené doprovodné programy, pořádá odborné diskuze, provozuje online databázi Artlist a odbornou knihovnu. Od roku 2002, kdy byly ukončeny pravidelné roční příspěvky, kterými instituci od počátku podporovala Sorosova Open Society Foundations byl další provoz nadace umožněn díky jednorázovému příspěvku Fondu národního majetku (FNM). Na základě rozhodnutí vlády z roku 2001 se NSU stala příjemcem prostředků z Nadačního investičního fondu (NIF). Tyto prostředky se staly nedotknutelným jměním nadace a zdrojem finančních prostředků pro její grantové programy, samotný provoz a pozdější nákup a rekonstrukci sídla nadace. V současnosti je provoz nadace financován z výnosů nadačního domu. Nadace je od počátku podporována dary jednotlivých přispěvatelů.

## Činnost
Aktivity NSU se bezprostředně zaměřují na podporu jednotlivců a institucí působících na poli výtvarného umění a to prostřednictvím pravidelně vypisovaných grantových programů. S předkládaných žádostí vybírá odborná komise složená z historiků umění, kurátorů, vysokoškolských pedagogů a dalších odborníků působících v uměleckém provozu volená na tři roky. Jako základní hodnotící kritéria jsou deklarována umělecká kvalita a sociální působnost umění.
Během třiceti let existence podpořila NSU přes 700 uměleckých projektů realizovaných po celé České republice. Nadace podporuje především práci umělců a umělkyň, ale i dalších s uměním spjatých profesí tj. kurátorek a kurátorů, teoretiček a teoretiků, ale i tvůrčích kolektivů a platforem. V počátcích kariéry podpořila řadu tvůrců, kteří dnes patří k výrazným osobnostem české umělecké scény a jejich práce jsou známé také v mezinárodním kontextu. Mezi mnohými např. Federica Díaze, Krištofa Kinteru, Evu Koťátkovou, Adélu Matasovou, Petra Nikla, Františka Skálu a další. Cíleně podporovala také účast českých autorů na mezinárodních přehlídkách Manifesta, Documenta nebo na benátském bienále. Vedle samotných umělců NSU podpořila přes 200 institucí, především nezávislých galerií, ale i obecně prospěšných organizací a spolků podílejících se na rozvoji současného umění.  
Jak zmiňuje spoluzakladatel NSU a dlouholetý ředitel Nadace Ludvík Hlaváček: „Podporou realizace a prezentace umělecké invence jednotlivých umělců přispívá NSU k posílení role jednotlivce ve společnosti a vytváří protiváhu nivelizujícím konzumním tendencím.“ NSU se tak podporou rozvoje vizuálního umění snaží podílet na rozvoji demokratické společnosti.  
Grantové programy NSU byly pravidelně vypisovány v letech 1993-2019 a to i několikrát do roka. Od počátku programu do roku 2019 byly uděleny granty v hodnotě 50 000 000 Kč. V letech 2020-2023 bylo vzhledem k rekonstrukci nadačního domu udělování grantů pozastaveno. V současnosti NSU připravuje nové grantové programy na rok 2024.
NSU kontinuálně podporuje také nadací zřízenou organizaci Centrum pro současné umění Praha o.p.s. a její programové aktivity. Od roku 2014, kdy NSU vložila své nadační jmění do nákupu a následné rekonstrukce vlastního nadačního domu, přibyl do její náplně rozvoj tohoto kulturního centra a sídla neziskových organizací. 

## Nadační dům
V roce 2014 získala NSU objekt bývalých pekáren na ulici Dukelských hrdinů v blízkosti Strossmayerova náměstí v Praze 7. Cílem konverze industriální budovy provedené architektonickým ateliérem Tři architekti bylo vytvořit sídlo nadace a zároveň nové kulturní centrum, které by poskytlo zázemí také pro Centrum pro současné umění Praha a její programovou náplň. Nadační dům se veřejnosti otevřel v roce 2016 zahájením pravidelného výstavního programu v Galerii Jelení. Je sídlem několika neziskových organizací působících v oblasti vizuálního umění (Společnost Jindřicha Chalupeckého, Fair Art, Cena Věry Jirousové, Art Antiques), sociálních služeb (Nadace Neziskovky.cz, TUDYTAM, Fórum mobilních hospiců) a fundraisingu (České centrum fundraisingu, Koalice Za snadné dárcovství). V přízemí objektu sídlí Kavárna Acid Coffee.